# Ramal ferroviario James Craik-Forres
El Ramal James Craik - Forres pertenece al Ferrocarril General Bartolomé Mitre, Argentina.

## Ubicación
Desde su partida en localidad de James Craik en la provincia de Córdoba hasta la localidad de Forres en la Santiago del Estero, recorre 527 km de vías.

## Historia
El tramo entre James Craik y Villa del Rosario se habilitó en 1914, mientras que el de ésta hasta Forres en la Provincia de Santiago del Estero recién se culminó para 1930. El ramal fue clausurado hasta Sumampa en 1978 y rehabilitado por la actual concesionaria Nuevo Central Argentino en 2009 hasta Rio Primero.

## Servicios
No presta servicios de pasajeros. Presta servicios de cargas entre James Craik y Obispo Trejo. En el tramo hacia Forres, las vías se encuentran mayormente en estado de abandono.
Por sus cabeceras corren trenes de carga de la empresa Nuevo Central Argentino; así como servicios de pasajeros  de la empresa estatal Trenes Argentinos Operaciones.